# Yeonsu-gu
Yeonsu-gu (koreanska: 연수구) är ett stadsdistrikt (gu) i staden och provinsen Incheon, i den nordvästra delen av Sydkorea, 30 km sydväst om huvudstaden Seoul. Antalet invånare i slutet av 2020 var 405 858.
Distriktet har vuxit kraftigt under 2000-talet, såväl till yta genom landåtervinning som till befolkning. Vid slutet av 2020 var ytan 25,39 km² och folkmängden 263 083.

## Administrativ indelning
Distriktet är indelat i 15 administrativa stadsdelar:
Cheonghak-dong,
Dongchun 1-dong,
Dongchun 2-dong,
Dongchun 3-dong,
Ongnyeon 1-dong ,
Ongnyeon 2-dong ,
Seonhak-dong,
Songdo 1-dong,
Songdo 2-dong,
Songdo 3-dong,
Songdo 4-dong,
Songdo 5-dong,
Yeonsu 1-dong,
Yeonsu 2-dong och
Yeonsu 3-dong.